# Dorothy Donnelly
Dorothy Donnelly (28 de enero de 1880 – 3 de enero de 1928) fue una actriz, escritora, libretista, productora y directora teatral de nacionalidad estadounidense. Tras una década actuando en el circuito de Broadway, se dedicó a la escritura de obras teatrales, musicales y operetas, representándose en Broadway más de una docena, algunas de ellas con notable éxito. Su libreto de mayor fama fue The Student Prince (1924), escrito en colaboración con el compositor Sigmund Romberg.

## Biografía
Nacida en la ciudad de Nueva York, sus padres eran Sarah Williams y Thomas Lester Donnelly, director de la Grand Opera House neoyorquina. Donnelly estudió en la Escuela Convento del Sagrado Corazón, también en Nueva York.
Donnelly empezó a actuar en el circuito de Broadway en 1901, haciendo papeles como el del título en Cándida. También participó en la obra Madame X, representada en Broadway en 1910, así como en su adaptación el cine en 1916. Tras unos pocos papeles cinematográficos, ella decidió dedicarse a escribir obras teatrales.  
Su primer gran éxito en Broadway fue Das Dreimäderlhaus, una adaptación estrenada en 1921 de una opereta alemana con música de Franz Schubert. Tuvo un total de 516 representaciones, y se repuso cinco veces en los siguientes 22 años. Después escribió y dirigió un musical original, Poppy (1923), que fue un éxito de público y que se adaptó al cine en un film que supuso el despegue de la carrera de W. C. Fields. Su libreto de mayor fama fue The Student Prince (1924), con música de Sigmund Romberg. Su último éxito en Broadway fue My Maryland (1927).
Dorothy Donnelly no se casó nunca, y falleció en Nueva York en 1928, tras sufrir una nefritis complicada con una neumonía. El senador y juez Thomas F. Donnelly (1863–1924) era su hermano.

## Obra literaria (selección)
- Flora Bella (opereta, Broadway 1916)
- Johnny, Get Your Gun (obra teatral, revision, Broadway 1917)
- Six Months' Option (obra teatral, productora, Broadway 1917)
- Fancy Free (musical, Broadway 1918)
- The Riddle: Woman (obra teatral, Broadway 1918)
- Forbidden (obra teatral, Broadway 1919)
- Das Dreimäderlhaus (opereta, adaptación, Broadway 1921; reposiciones en 1924, 1926, 1931, 1938 y 1943)
- Poppy (musical, libreto, letras y dirección, Broadway 1923)
- The Student Prince (opereta, libretto, Broadway 1924; reposiciones en 1931 y 1943)
- Hello, Lola (musical, libreto y letras, Broadway 1926)
- My Maryland (musical, libreto y letras, Broadway 1927)

## Actuaciones teatrales
- Nell Gwyn (1901, Broadway)
- Soldiers of Fortune (1902, Broadway)
- Cándida (1903 y 1915, Broadway)
- El hombre del destino (1904, Broadway)
- When We Dead Awake (1905, Broadway)
- The Little Gray Lady (1906, Broadway)
- The Daughters of Men (1906, Broadway)
- The Movers (1907, Broadway)
- Madame X (1910, Broadway)
- The Right to Be Happy (1912, Broadway)

## Filmografía
- The Thief (1914)
- Sealed Valley (1915)
- Madame X (1916)